# Metro de Tbilisi
El Metro de Tbilisi (en georgià თბილისის მეტროპოლიტენი, tbilisis metropoliteni) és un dels mitjans de transport públic de la ciutat de Tbilisi, la capital de Geòrgia.
S'obre la primera línia anomenada Gldani-Varketili l'1 de gener de 1966. Connectava les estacions de Didube i Rustaweli i en aquell moment era el quart metro de la Unió Soviètica. El metro està operat per la City Transport Company. Inclou dues línies que sumen 27,3 km amb 23 estacions.

## Història

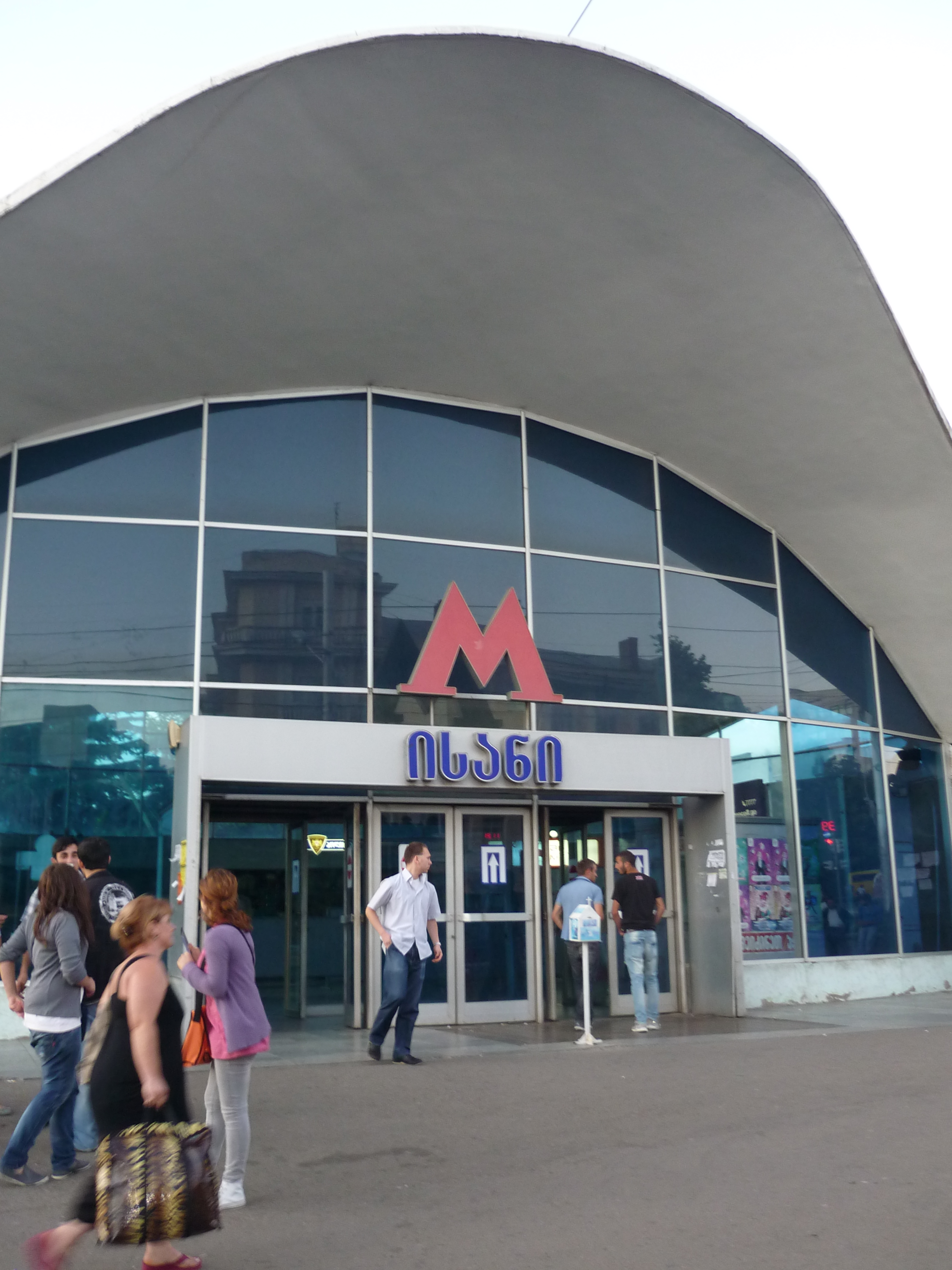
Entrada de l'estació de metro Isani

Després de la industrialització intensiva dels anys quaranta, la població de Tbilisi va augmentar bruscament. Calia reconstruir la xarxa de transport de la ciutat. Es va treballar en un pla de metro com el de Kíev.
Els treballs comencen l'any 1952. Progressen lentament perquè el relleu muntanyós fa difícil la construcció dels túnels 
El gener de 1966 s’inaugura el quart metro de la Unió Soviètica després dels de Moscou, Sant Petersburg i Kíev. La primera línia de metro té 6,3 km de longitud, des de Didube fins a Rustaweli, i consta de sis estacions, dues de les quals, Didube i Elektrodepo a la superfície.
El novembre de 1967, la línia s'estén cap al sud fins a l'estació 300 Aragweli. El nou tram de 3,5 km inclou tres estacions. Després d'una extensió cap al sud el maig de 1971 (2,4 km; dues estacions), el novembre de 1985 (5,1 km; tres estacions, una al sud i dues al nord) i al nord el gener de 1989 (2,3 km; dues estacions), la línia té 19,6 km i 16 estacions. La línia Didube-Samgore ara va des de l'estació de Teatr Achmeteli fins a l'estació de Warketeli.
Una segona línia de 5,5 km de longitud i cinc estacions es va completar el setembre de 1979 després d’unes prolongades obres, entre Wagslis Moedani i Delisi, amb una connexió a l’altra línia de l'estació de Wagslis Moedani, prop de l'estació principal de Tbilisi. La línia es diu Saburtalinskaja o també línia Saburtalo.
| Nom antic       | Nom nou              |
| --------------- | -------------------- |
| Komkawschiri    | Samedizino Instituti |
| Delisi          | Viktor Gotsiridse    |
| Gldani          | Achmetelis teatri    |
| TEVZ            | Guramischwili ,      |
| Oktomberi       | Nadsaladewi          |
| Leninis Moedani | Tawisuplebis Moedani |
| 26 Komisari     | Awlabari             |

Quan es va trencar l'URSS, Geòrgia va declarar la seva independència el 9 d'abril de 1991. Diverses estacions van canviar el nom el 1992, inclosa la línia Didube-Samgorskaja, rebatejada Gldani-Warketili. La independència també va comportar seriosos problemes financers.
L'abril de l'any 2000 va ser inaugurada una extensió de la línia Saburtalo entre Viktor Goziridse i Wascha-Pschawela, de 1,2 km de llarg. Una altra extensió d'una estació i un quilòmetre es va inaugurar a la línia verda el 2017 entre les estacions Vazha Pshavela i Sahelmtsipo Universiteti.

## Línies
El 2018, el metro té dues línies amb una longitud total de 27,3 km que comprenen 23 estacions, incloses 21 de metro.
| Línia            | Ruta                                  | Configuració servei | Darrer extensió | Llargada (en km) | Nombre de estacions |
| ---------------- | ------------------------------------- | ------------------- | --------------- | ---------------- | ------------------- |
| Gldani-Varketili | Achmetelis teatri ↔ Varketili         | 1966                | 1989            | 19,6 km          | 16                  |
| Saburtalo        | Wagslis moedani ↔ Universitat Estatal | 1979                | 2017            | 7,7 km           | 7                   |

Totes les estacions estan dissenyades per poder rebre trens de 5 vagons. Actualment només circulen trens del tipus soviètic 81-717 i 81-714 en una formació de 4 cotxes. Els trens circulen entre les 6:00 i la 1:00 a.m.
Els trens circulen per vies d’amplada russa. El subministrament elèctric es fa per tercer carril en corrent continu de 825 volts.

## Funcionament i assistència
Durant les hores punta, hi ha un tren cada 2,5 minuts, la resta del temps un cada 4 minuts.
El 2017, el metro transportava 114 milions de passatgers, un augment respecte al 2001, 105 milions de passatgers.
Encara avui, el subministrament elèctric al metro no sempre està garantit. El metro és lloc de delictes importants (robatori de bosses) i els accidents són nombrosos. També es va produir un atac de granades el 2000 i un atac de gasos lacrimògens el 2004. Malgrat tot, des de la Revolució Rosa ha caigut dràsticament.

## Renovació i construcció en curs o prevista

Projectes de desenvolupament del metro de Tbilisi.

Quan es va fundar als anys seixanta, els dissenyadors també van desenvolupar un pla d’expansió avançat, amb una tercera línia, entre altres ubicacions, que abastava el districte de Vake. Formant un típic triangle soviètic amb un disseny de tres línies i sis radis que es creuen al centre de la ciutat. No obstant això, la majoria de les obres de construcció continuen congelades, algunes daten de l'època soviètica.
Es preveu una tercera línia, la línia blava entre Rustaweli i Wasisubani que ofereix una connexió amb la línia vermella. Però actualment aquesta extensió de la xarxa no és possible en les condicions financeres del país.
El 2004, el president georgià Mikheil Sakaixvili va anunciar la modernització de la xarxa de metro. Les estacions, després de dècades d'abandonament, s'havien d'adequar als estàndards europeus. Els antics trens soviètics havien de ser renovats per les empreses Nadsladewi i Gldani, és a dir, 212 cotxes. No obstant això, el procés de modernització es va alentir considerablement en els anys següents i la modernització del metro encara està lluny de la norma prevista. Els dos primers trens renovats (de quatre contractats) entren en servei l'octubre de 2017 simultàniament amb l'extensió de la línia 2 a la universitat, però falten fons per a la renovació completa de la flota.